# The Open Door
The Open Door je drugi studijski album rock skupine Evanescence. S albuma je skinuto 5 singla, a platinastu nakladu je dosegao u SAD-u već mjesec dana nakon izlaska i prodano je oko 4 milijuna kopija diljem svijeta. Singli s albuma su Call Me When You're Sober, Lithium, Sweet Sacrifice, Good Enough i Weight of the World koji je izašao samo u Kolumbiji. Pjesma Like You je kao i Hello s albuma Fallen posvećena Amynoj preminuloj sestri.

## Snimanje albuma
Promovirajući izlazak drugog albuma, The Open Door, Amy Lee i John LeCompt posjetili su glavne gradove u Europi. Prikazivanje je zauzelo mjesto u Londonu, 6. rujna 2006.; Barceloni, 8. rujna 2006.; i Parizu, 11. rujna 2006. Na prikazivanjima, novi album odsviran je obožavateljima koji su bili pobjednici raznih natjecanja te su Lee i LeCompt nastupili s akustičnim izvedbama pjesama s albuma. 2. listopada 2006., dan prije izdavanja albuma u SAD-u, sastav Evanescence se pojavio u emisiji Late Night s Conanom O' Brienom i izveo pjesmu Call Me When You're Sober. Sastav je proveo neko vrijeme u New Yorku radi konferencije za novinare i slikanja za Metal Edge magazin.
13. pjesma s albuma puštena je u Kanadi i u SAD-u 3. listopada 2006., u Britaniji 2. listopada 2006.; u Australiji 30. rujna 2006. U svom prvom tjednu prodaje, album se prodao u 447 000 primjeraka u SAD-u i zaradio svoje mjesto 1. mjesto na Billboard 200 ljestvici, postavši 700. najbolji album.
Album je sporo napredovao zbog više razloga, uključujući i želju Amy Lee da se do maksimuma poveća kreativni proces bez navale proizvodnje, druge projekte ostalih članova, moždani udar gitarista Terryja Balsama i kontroverze oko otpuštanja njihovog prijašnjeg menadžera. Iako je Lee na Evboardu izjavila da će album biti gotov u ožujku 2006., izdanje se pokrenulo 3. listopada 2006., navodno zbog Wind-Up Recordsa, iz kojeg su htjeli napraviti nekoliko promjena na nadolazećem hitu Call Me When You're Sober. Spot istoimene pjesme sniman je u Los Angelesu i temelji se na bajci Crvenkapice. The Open Door postao je dostupan prije narudžbe na Tunes Music Storeu 15. kolovoza 2006., kao i njen spot.
Amy Lee je potvrdila da je napisala pjesmu za Disneyjev film Narnijske kronike: Lav, vještica i ormar, no bila je odbijena jer je skladba koju je ponudila imala mračan prizvuk. Lee je, svejedno, na to izjavila: "više boljih stvari za album".
Još je jedan pjesma napisana za isti film dospjela na album, pjesma nadahnuta Mozartovom izvedbom, imena Lacrymosa.
Turneja albuma počela je 5. listopada 2006. u Torontu uključujući lokacije u Kanadi, SAD-u i Europi tijekom 2006. Turneja se nastavila 5. siječnja 2007. uključujući zastajkivanja u Kanadi (uz sastav Stone Sour), Japanu i Australiji (uz sastav Shihad).

## Popis pjesama
1. "Sweet Sacrifice" - 3:05
2. "Call Me When You're Sober" - 3:34
3. "Weight of the World" - 3:37
4. "Lithium" - 3:44
5. "Cloud Nine" - 4:22
6. "Snow White Queen" - 4:22
7. "Lacrymosa" - 3:37
8. "Like You" - 4:16
9. "Lose Control" - 4:50
10. "The Only One" - 4:50
11. "Your Star" - 4:43
12. "All That I'm Living For" - 3:48
13. "Good Enough" - 5:31